# Stygnus grasshoffi
Stygnus grasshoffi is een hooiwagen uit de familie Stygnidae.